# Bellényi Zsigmond
Bellényi Zsigmond, vagy Belleny Zsigmond (1587–1618) fordító, alispán.

## Élete
Református szülőktől származott. 1608-tól különféle tisztségeket töltött be Abaújban. 1617-18-ban a vármegye alispánja volt. 1604-ben összeállította családja genealógiáját. 1616-ban lefordította Girolamo Savonarola Expositio Orationis Dominicae című könyvét.

## Műve
- Sz. Hieronimus Savanarolanak… elmélkedései s magyarázati. Deák nyelvből ford. Kassa, 1618.